# ماريسا بافان
ماريسا بافان (بالإيطالية: Marisa Pavan)‏ هي ممثلة فرنسية وإيطالية (وحملت سابقاً جنسية مملكة إيطاليا)، ولدت في 19 يونيو 1932 في إيطاليا. بدأت مشوارها المهني سنة 1952. عرفت في البداية بكونها الشقيقة التوأم لبيير أنجيلي، انطلاقتها نحو الشهرة كانت في فيلم وشم الورد في سنة 1955، وألذي رشحت من خلاله لنيل جائزة الأوسكار لأفضل ممثلة مساعدة، وألذي فازت من خلاله بجائزة غولدن غلوب لأفضل ممثلة مساعدة في الأفلام. مثلت أدوار البطولة في أفلام ديان في سنة 1956 وفيلم قصة منتصف الليل في سنة 1957 وفيلم جون بول جونس في سنة 1959، كما مثلت دور أبيشج في فيلم سليمان وشبا في سنة 1959، كما مثلت في مسلسل ريانز هوب في سنة 1985. في سنة 1956 تزوجت من الممثل الفرنسي جان-بيار أومونت وأنجبت منه ولدين جان كلود (ولد في 1957) و باتريك (ولد في 1960).

## أعمال

### أفلام
- (1955) وشم الورد
- (1956) ديان

## ترشيحات
- جائزة الأوسكار لأفضل ممثلة مساعدة، عن عمل: وشم الورد (1955)

## وصلات خارجية
- ماريسا بافان على موقع IMDb (الإنجليزية)
- ماريسا بافان على موقع ألو سيني (الفرنسية)
- ماريسا بافان على موقع تيرنر كلاسيك موفيز (الإنجليزية)
- ماريسا بافان على موقع أول موفي (الإنجليزية)
- ماريسا بافان على موقع قاعدة بيانات الأفلام السويدية (السويدية)
- ماريسا بافان على موقع إن إن دي بي (الإنجليزية)
- ماريسا بافان على موقع قاعدة بيانات الفيلم (الإنجليزية)
- ماريسا بافان على موقع كينوبويسك (الروسية)